# دوبری دول (استان وارنا)
دوبری دول (به بلغاری: Dobri Dol) یک منطقهٔ مسکونی در بلغارستان است که در شهرستان آورن واقع شده‌است.